# Валеріу Троєнко
Валеріу Троєнко (рум. Valeriu Troenco; нар. 2 червня 1957, Кошкодень, Синжерейський район, Молдова) — молдовський політик, міністр оборони країни з 5 квітня 2014. Запропонований на посаду міністра оборони за квотою Ліберально-реформаторської партії, що входить до правлячої коаліції. Має звання генерал-майора юстиції в резерві.

## Біографія
За фахом юрист. Колишній заступник міністра юстиції. Займав посаду декана і проректора Поліцейської академії. У 1997–1999 рр. керував генеральним управлінням поліції громадського порядку, у 1999–2001 рр. — департаментом пенітенціарних установ. Займався підприємництвом.
Одружений, має дитину.